# Julius Wilkens
Julius Frederik Christian Emil Wilkens (født 29. februar 1812 i København, død 21. april 1892 i Helsingør) var en dansk teknolog.
I Borgerdydskolen i København viste han sig som en udmærket elev i latin, græsk matematik, men havde kun ringe interesse for de øvrige fag; han sattes derfor 13 år gammel i kunstdrejerlære, besøgte ved siden heraf H.C. Ørsteds forelæsninger i fysik, var 1829 udlært som kunstdrejer og meget fingernem. Samme år indtrådte han som elev på den da oprettede polytekniske Læreanstalt. I 1831 betroedes det ham under lærerens forfald at holde et repetitionskursus i matematik, 1832 dimitteredes han
med bedste karakter som kandidat både i mekanik og i anvendt naturvidenskab (kemi). 1833—35 var han på en studierejse i udlandet
og tog straks derpå med iver fat på roesukkersagen både hjemme og i Skåne, men uden held; dette opnaaede han lige så lidt med en sømfabrik og en fabrikation af dukkehoveder. I 1836 udnævntes han til lektor ved den polytekniske Læreanstalt i det dengang lidet ansete fag teknologi, som han skulle have den glæde at se vokse i anseelse, navnlig i den senere tid af de 50 år, i hvilke han beklædte sit lærerfag.
I 1838 søgte han forgæves tilladelse til at oprette en fabrik for drejerarbejde, lavsmodstanden var for stærk! I Industriforeningen var han virksom fra dens oprettelse 1838 til 1849; navnlig arbejdede han i jernbanesagen — foreningen fik 1844 koncession på banen fra København til Roskilde — og til 1845 redigerede han foreningens tidsskrift. Fra 1849—54 var han folketingsmand og sluttede sig til det nationalliberale parti. Wilkens' forslag om at nedrive Københavns volde og udvide byen til søerne vandt fortjent anerkendelse. I 1842 ansattes han som lærer i militær teknologi ved den kongelige militære Højskole og udgav 1846 en ledetråd i dette fag, som han senere ombyttede med maskinlære; han forblev ved skolen, til den ophævedes 1868. I 1849 udnævntes han til professor. I 1852 bearbejdede han Karmarschs mekaniske teknologi (1. del metallernes teknologi med tegninger), som han "med Agtelse og Erkendtlighed helligede Kjøbenhavns hæderlige og dygtige Haandværkere".
I 1872 udgav han sine forelæsninger på Læreanstalten, men uden tegninger; disse udførte han med sjælden færdighed og dygtighed på den sorte tavle under foredragene. I sit sidste lærerår, 1886, udsendte Wilkens en ny udgave, denne gang dog ledsaget af tegninger. Ved sin afgang stiftede han et legat, som første gang på hundredårsdagen for hans fødsel uddeltes til flinke elever i mekanisk teknologi. Wilkens var i besiddelse af megen Livsglæde, hans Forelæsninger var prægede af en stor Kundskabsfylde og brændende Interesse for Faget og krydredes med udslag af en ejendommelig københavnsk jovialitet, som fængslede hans tilhørere; på de mange tekniske udflugter, han foretog, navnlig til Frederiksværk og Usserød, kulminerede Wilkens' humor, og hans elever blev hans venner for livet. Han fortjener sikkert navn af Danmarks første teknolog.
Julius Wilkens var folketingsmedlem fra 1849 til februar 1853 og fra maj 1853 til 1854, valgt i Københavns 1. valgkreds. Han blev ridder af Dannebrog i 1862 og dannebrogsmand i 1885.